# Esoteric Romance (ヴィドールのアルバム)
『Esoteric Romance』（エソテリック ロマンス）は、ヴィドールのメジャーデビュー後1枚目のアルバム。2009年3月25日発売。

## 概要
- シングル曲は「Blue star」、「舞夢〜マイム〜」、限定シングル「尖る愛」、メジャーデビューシングル「Puzzle ring」の4曲を収録。
- 初回版には「Cryptic Tokyo」のPVと特典映像が収録されたDVDが同封されている。
- 前アルバム『Bastard』に引き続き、比較的キャッチーで聴きやすい曲が多い。

## 収録曲
1. Cryptic Tokyo
(脚本：樹威 / 原作：樹威)
初回版にPVが同封。
2. 舞夢〜マイム〜
(脚本：樹威 / 原作：樹威)
15thインディーズラストシングル。
3. Blue star
(脚本：樹威 / 原作：樹威)
14thシングル。
4. Dying message
(脚本：樹威 / 原作：シュン)
5. Puzzle ring
(脚本：樹威 / 原作：樹威)
メジャーデビューシングル。
6. Cherry
(脚本：樹威 / 原作：ギル)
7. Replay button
(脚本：樹威 / 原作：ラメ)
8. Built on sand〜一握の砂〜
(脚本：樹威 / 原作：テロ)
9. Love affair
(脚本：樹威 / 原作：樹威)
10. Dreamboat
(脚本：樹威 / 原作：ラメ)
11. 尖る愛
(脚本：樹威 / 原作：ラメ)
1000枚限定販売シングル。
12. Beautiful minors
(脚本：樹威 / 原作：ラメ)
通常盤にのみ収録されたボーナストラック。